# Confluența Jiu - Dunăre (sit SPA)
Confluența Jiu-Dunăre este o zonă protejată (arie de protecție specială avifaunistică - SPA) situată în sudul României, pe teritoriul administrativ al județului Dolj.

## Localizare
Aria naturală întinsă pe o suprafață de 19.800 hectare se află în partea sud-estică a județului Dolj (în Lunca Dunării din Câmpia Română la limita dintre Câmpia Băileștilor și Câmpia Romanaților) și este străbătută de drumul național DN55A, care leagă portul Bechet de Calafat.

## Descriere
Zona a fost declarată Arie de Protecție Specială Avifaunistică prin Hotărârea  de Guvern nr. 1284 din 24 octombrie 2007 (privind declararea ariilor de protecție avifaunistică specială, ca parte integrantă a rețelei ecologice europene: Natura 2000 în România) iar începând din februarie 2013 situl este protejat ca zonă umedă de importanță internațională prin Convenția Ramsar.

## Biodiversitate
Aria protejată este încadrată în bioregiunea geografică continentală a Câmpiei Găvanu-Burdea, subunitate geomorfologică ce aparține zonei de silvostepă a Câmpiei Române. Acest areal natural (râuri, mlaștini, bălți, canale, turbării, pajiști, păduri de luncă, zăvoaie, livezi) asigură condiții de hrană, cuibărit și viețuire mai multor specii de păsări migratoare, de pasaj sau sedentare protejate prin lege.
La baza desemnării sitului se află mai multe specii avifaunistice enumerate în anexa I-a a Directivei Consiliului European 147/CE din 30 noiembrie 2009 și Directiva 79/409/CEE din 2 aprilie 1979 (privind conservarea păsărilor sălbatice); astfel:
llăcar mare (Acrocephalus arundinaceus), lăcar-de-mlaștină (Acrocephalus palustris), lăcar-de-rogoz (Acrocephalus schoenobaenus), lăcar-de-lac (Acrocephalus scirpaceus), ciocârlie-de-câmp (Alauda arvensis), pescăruș albastru (Alcedo atthis), rață lingurar (Anas clypeata), rață pitică (Anas crecca), rață fluierătoare (Anas penelope), rață mare (Anas platyrhynchos), rață cârâitoare (Anas querquedula), rață pestriță (Anas strepera), gârliță mare (Anser albifrons), gâscă cenușie (Anser anser), fâsă-de-câmp (Anthus campestris), fâsă roșiatică (Anthus cervinus), fâsă de luncă (Anthus pratensis), fâsă de pădure (Anthus spinoletta), fâsă de pădure (Anthus trivialis), acvilă țipătoare mică (Aquila pomarina), stârc cenușiu (Ardea cinerea), stârc roșu (Ardea purpurea), ciuf-de-pădure (Asio otus), rață-cu-cap-castaniu (Aythya ferina), rața moțată (Aythya fuligula), rață roșie (Aythya nyroca), buhai de baltă (Botaurus stellaris), pasărea ogorului (Burhinus oedicnemus), șorecar mare (Buteo rufinus), fugaci roșcat (Calidris ferruginea), fugaci mic (Calidris minuta), fugaci pitic (Calidris temminckii), caprimulg (Caprimulgus europaeus), cânepar (Carduelis cannabina), sticlete (Carduelis carduelis),  prundaș gulerat mic (Charadrius dubius), prundaș gulerat mare (Charadrius hiaticula), chirighiță-cu-obraz-alb (Chlidonias hybridus), chirighiță neagră (Chlidonias niger), barză albă (Ciconia ciconia), barză neagră (Ciconia nigra), erete de stuf (Circus aeruginosus), porumbel de scorbură (Columba oenas), porumbel gulerat (Columba palumbus), dumbrăveancă (Coracias garrulus), prepeliță (Coturnix coturnix), cristeiul de câmp (Crex crex), cuc (Cuculus canorus), lăstun de casă (Delichon urbica), ciocănitoarea de stejar (Dendrocopos medius), ciocănitoare de grădină (Dendrocopos syriacus), egretă albă (Egretta alba), egretă mică (Egretta garzetta), presură sură (Emberiza calandra), măcăleandru (Erithacus rubecula), șoimul rândunelelor (Falco subbuteo), vânturel roșu (Falco tinnunculus), muscar-gulerat (Ficedula albicollis), cinteză (Fringilla coelebs), lișiță (Fulica atra), becațină comună (Gallinago gallinago), codalb (Haliaeetus albicilla), piciorong (Himantopus himantopus), rândunică (Hirundo rustica), stârc pitic (Ixobrychus minutus), sfrâncioc roșiatic (Lanius collurio), sfrâncioc mare (Lanius excubitor), pescăruș argintiu (Larus cachinnans), pescăruș mic (Larus minutus), pescăruș râzător (Larus ridibundus), sitar de mâl (Limosa limosa), grelușelul-de-tufiș (Locustella fluviatilis), grelușel-de-zăvoi (Locustella luscinioides), ciocârlie de pădure (Lullula arborea), filomelă (Luscinia luscinia), privighetoare (Luscinia megarhynchos), prigoare (Merops apiaster), gaia neagră (Milvus migrans), codobatură galbenă (Motacilla alba), codobatura galbenă (Motacilla flava), muscar sur (Muscicapa striata), pietrar sur (Oenanthe oenanthe), grangur (Oriolus oriolus), pelican creț (Pelecanus crispus), viespar (Pernis apivorus), cormoran mare (Phalacrocorax carbo), cormoran mic (Phalacrocorax pygmeus), codroș de munte (Phoenicurus ochruros), codroșul de pădure (Phoenicurus phoenicurus), pitulice de munte (Phylloscopus collybita), lopătar (Platalea leucorodia), țigănuș (Plegadis falcinellus), corcodel mare (Podiceps cristatus), ciocântors (Recurvirostra avosetta), pițigoi-pungar (Remiz pendulinus), lăstun de mal (Riparia riparia), mărăcinar (Saxicola rubetra), chiră mică (Sterna albifrons), chiră de baltă (Sterna hirundo), graur (Sturnus vulgaris), silvie cu cap negru (Sylvia atricapilla), silvie de zăvoi (Sylvia borin), silvie de câmp (Sylvia communis), silvie-mică (Sylvia curruca), corcodel mic (Tachybaptus ruficollis), fluierar negru (Tringa erythropus), fluierar de mlaștină (Tringa glareola), fluierar cu picioare verzi (Tringa nebularia), fluierarul de zăvoi (Tringa ochropus), mierlă (Turdus merula), sturz-cântător (Turdus philomelos), pupăză (Upupa epops), nagâț (Vanellus vanellus)..

## Căi de acces
- Drumul național DN55A pe ruta: Calafat - Bechet